# Gardonnette
Die Gardonnette ist ein Fluss in Frankreich, der im Département Dordogne in der Region Nouvelle-Aquitaine verläuft. Sie entspringt im Gemeindegebiet von Bouniagues, entwässert generell Richtung Nordwest durch die Landschaft des Bergeracois und mündet nach rund 25 Kilometern an der Gemeindegrenze von Gardonne und Lamonzie-Saint-Martin als linker Nebenfluss in die Dordogne.
Im Mündungsabschnitt quert die Gardonnette die Bahnstrecke Libourne–Buisson.

## Orte am Fluss
(Reihenfolge in Fließrichtung)
- La Vidalie, Gemeinde Bouniagues
- Ribagnac
- La Reyre, Gemeinde Colombier
- La Gardonnette, Gemeinde Monbazillac
- La Robertie, Gemeinde Rouffignac-de-Sigoulès
- Les Petites Planes, Gemeinde Sigoulès-et-Flaugeac
- Lacoste, Gemeinde Pomport
- La Salle, Gemeinde Cunèges
- La Ferrière, Gemeinde Gageac-et-Rouillac
- Les Rouquettes, Gemeinde Lamonzie-Saint-Martin
- Gardonne

## Sehenswürdigkeiten
- Château de Bridoire, Schloss aus dem 15. Jahrhundert am Flussufer, im Gemeindegebiet von Ribagnac – Monument historique[4]